# Volkesfeld
Volkesfeld est une municipalité du Verbandsgemeinde Mendig, dans l'arrondissement de Mayen-Coblence, en Rhénanie-Palatinat, dans l'ouest de l'Allemagne.